# 小島弘務
小島 弘務（こじま ひろむ、1967年10月30日 - ）は、京都府乙訓郡大山崎町出身の元プロ野球選手（投手）。2022年から浜松開誠館高等学校のコーチを務める。

## 来歴・人物
平安高では江坂政明とともに投の二本柱として活躍。1984年秋季府大会準決勝に進むが、北村俊介のいた大谷高に惜敗。翌1985年夏の府大会は決勝に進出、江坂が先発するが花園高に敗退。高校の2学年後輩に桧山進次郎がいた。
高校卒業後は駒澤大学に進学するが、先輩からの説教などが続くことから中退を決意。太田誠監督（当時）からの慰留もあったが、1年時の夏に中退した。
その後は、1年間アルバイトしながら野球のできるところを探し、同級生の親が勤務していた縁で社会人野球の住友金属（和歌山県）に入社する。1989年の都市対抗野球では松下電器に補強されたが潮崎哲也や同僚で一緒に補強の森田幸一らがいて登板はなかった。1989年オフに西武ライオンズがドラフト外として獲得。ユニフォーム姿の報道用写真も撮影され、1990年版の選手名鑑のうち発刊時期の早かったものでは「即戦力」として掲載されていた上、キャンプにも参加して阪神タイガースとの二軍の練習試合にも登板している。しかし、この入団方法に疑問が呈された結果、大学中退者でありながら、在学期間が短い関係上住友金属と日本野球連盟には高卒扱いで登録されていたため、「高卒の社会人野球選手は3年間プロ入りできない」という野球協約違反で契約無効になってしまい（通常の大学中退及び大卒の社会人野球選手は2年間）、同時に西武球団は制裁金50万円と以後新人及び移籍扱いで小島を獲得する事が禁止されるペナルティーが科せられた。会社を辞めて入団した小島に対し、当時西武の管理部長だった根本陸夫が同年3月から3か月にわたり自宅で小島の面倒を見て、フォーム修正など野球指導を行った。その後、担当スカウト宅や地元・京都で自主トレを行い、1990年のプロ野球ドラフト会議で小池秀郎の外れ1位として中日ドラゴンズから指名を受け入団した。所属がなかった指名時は実家近くの農協事務所で会見を行った。このドラフトでは社会人時代の同僚であった森田幸一も5位指名を受けて再びチームメイトとなった。
1年目から先発・中継ぎで登板したが、5位指名で嘗ての盟友・森田が新人王の活躍となった。1992年8月15日の阪神戦で、ランナーのいない一塁に牽制球を投げたことがある。その後1998年に樋口一紀（社会人からの同僚で同学年）とともに岸川登俊との1対2トレードで千葉ロッテマリーンズへ移籍。翌1999年オフに戦力外通告を受け、阪神、広島東洋カープ、横浜ベイスターズ、日本ハムファイターズの入団テストを受けるものの、不合格となった。
2000年に台湾大聯盟・嘉南勇士の入団テストを受けて合格するも、7試合の登板で0勝に終わった。同年限りで現役を引退。
引退後は、名古屋市東区で「炭火焼肉 ひろむ」を経営したり、児童福祉事業所で働いたりしていた傍らで、少年野球チームの総監督を務めるなど、野球との関わり合いを持ち続けた。
2015年1月1日付で阪神大学野球連盟2部の追手門学院大学の監督に就任した。同年、56期ぶりの1部昇格を決め、1年で結果を出した。
2022年4月から浜松開誠館高等学校硬式野球部のコーチに就任した。同部では中日時代のチームメイトである佐野心が監督を、古池拓一が投手部門のコーチを務めていた。
2024年1月より浜松修学舎高等学校の監督に就任。

## 詳細情報

### 年度別投手成績
| 年 度     | 球 団     | 登 板 | 先 発 | 完 投 | 完 封 | 無 四 球 | 勝 利 | 敗 戦 | セ 丨 ブ | ホ 丨 ル ド | 勝 率 | 打 者 | 投 球 回 | 被 安 打 | 被 本 塁 打 | 与 四 球 | 敬 遠 | 与 死 球 | 奪 三 振 | 暴 投 | ボ 丨 ク | 失 点 | 自 責 点 | 防 御 率 | W H I P |
| --------- | --------- | ----- | ----- | ----- | ----- | -------- | ----- | ----- | -------- | ----------- | ----- | ----- | -------- | -------- | ----------- | -------- | ----- | -------- | -------- | ----- | -------- | ----- | -------- | -------- | ------- |
| 1991      | 中日      | 24    | 15    | 1     | 0     | 0        | 6     | 5     | 0        | --          | .545  | 450   | 105.0    | 111      | 7           | 34       | 1     | 5        | 59       | 3     | 1        | 44    | 42       | 3.60     | 1.38    |
| 1992      | 中日      | 18    | 3     | 0     | 0     | 0        | 0     | 2     | 0        | --          | .000  | 131   | 32.0     | 30       | 3           | 8        | 1     | 3        | 18       | 1     | 1        | 12    | 10       | 2.81     | 1.19    |
| 1993      | 中日      | 26    | 5     | 1     | 1     | 0        | 2     | 1     | 0        | --          | .667  | 236   | 55.1     | 51       | 3           | 16       | 1     | 4        | 42       | 0     | 0        | 20    | 18       | 2.93     | 1.21    |
| 1994      | 中日      | 33    | 1     | 0     | 0     | 0        | 6     | 4     | 8        | --          | .600  | 244   | 58.2     | 57       | 1           | 17       | 4     | 1        | 38       | 0     | 0        | 11    | 10       | 1.53     | 1.26    |
| 1995      | 中日      | 25    | 3     | 0     | 0     | 0        | 1     | 1     | 0        | --          | .500  | 193   | 43.1     | 50       | 8           | 16       | 0     | 2        | 32       | 2     | 0        | 28    | 26       | 5.40     | 1.52    |
| 1996      | 中日      | 13    | 6     | 0     | 0     | 0        | 2     | 2     | 0        | --          | .500  | 142   | 30.1     | 41       | 5           | 10       | 2     | 1        | 22       | 0     | 0        | 23    | 21       | 6.23     | 1.68    |
| 1997      | 中日      | 6     | 0     | 0     | 0     | 0        | 0     | 0     | 0        | --          | ----  | 26    | 6.1      | 7        | 1           | 1        | 0     | 0        | 3        | 1     | 0        | 5     | 5        | 7.11     | 1.26    |
| 1998      | ロッテ    | 17    | 0     | 0     | 0     | 0        | 1     | 0     | 0        | --          | 1.000 | 44    | 10.1     | 7        | 0           | 4        | 0     | 3        | 7        | 1     | 1        | 5     | 4        | 3.48     | 1.07    |
| 1999      | ロッテ    | 5     | 0     | 0     | 0     | 0        | 1     | 0     | 0        | --          | 1.000 | 16    | 3.1      | 3        | 0           | 4        | 2     | 0        | 2        | 0     | 0        | 2     | 2        | 5.40     | 2.10    |
| 通算：9年 | 通算：9年 | 167   | 33    | 2     | 1     | 0        | 19    | 15    | 8        | --          | .559  | 1482  | 344.2    | 357      | 28          | 110      | 11    | 19       | 223      | 8     | 3        | 150   | 138      | 3.60     | 1.36    |

### 記録
- 初登板：1991年4月16日、対ヤクルトスワローズ1回戦（神宮球場）、6回裏に3番手で救援登板、3回無失点
- 初奪三振：同上
- 初先発登板：1991年4月19日、対阪神タイガース1回戦（阪神甲子園球場）、6回1/3を1失点で敗戦投手
- 初勝利・初先発勝利：1991年5月2日、対ヤクルトスワローズ5回戦（ナゴヤ球場）、5回2/3を4失点
- 初完投：1991年8月4日、対阪神タイガース26回戦（ナゴヤ球場）、9回2失点で敗戦投手
- 初完封：1993年10月14日、対広島東洋カープ24回戦（ナゴヤ球場）、9回を被安打7
- 初セーブ：1994年4月30日、対広島東洋カープ5回戦（ナゴヤ球場）、8回表一死より4番手で無失点

### 背番号
- 14 （1990年＝入団無効）
- 21 （1991年 - 1995年、2000年）
- 57 （1996年 - 1997年）
- 31 （1998年 - 1999年）